# Бирлик (курганы)
Бирлик — курганы на территории Баянаульского района Павлодарской области Казахстана. Исследовались в 1988—1992 годах Северо-Казахстанской археологической экспедицией (руководитель А.З. Бейсенов). В комплекс входит свыше 40 групп курганов эпохи бронзы и раннего железа. Обследовано 29 памятников: два из них относятся к средним векам; остальные к тасмолинской культуре эпохи раннего железа (7—1 вв. до н.э.): 10 курганов раннего периода, 17 — коргантасского периода. Погребенные похоронены в каменных ящиках на глубине 2—3 м. Длина спаренных каменных ящиков в 15 и 16-м курганах 3 м, ширина 2 м. В Бирлике найдены изделия из железа, бронзы и камня.